# Poesía en Brasil
La historia de la poesía en Brasil comienza en el siglo XVI, el primer siglo de la colonización, con la llegada de los sacerdotes de la Compañía de Jesús, o más precisamente con José de Anchieta, el joven canario jesuita, evangelista y maestro, quien, según la tradición, escribió versos latinos a la Virgen en la arena de Ubatuba Iperoig, corriente, en Sao Paulo, con su bate.
A través de los siglos, la poesía brasileña sufrió varias escuelas hasta el final del siglo XX, con el llamado posmodernismo.

## La poesía existencial
La poesía cuyos temas son grandes experiencias de vida, tales como la ansiedad, la duda, la soledad, la vejez, la muerte. Los poetas de la segunda generación del modernismo brasileño, la "generación de 1930" (Drummond, Murilo Mendes, Vinicius de Moraes), en su obra ofrecen buenos ejemplos de esta tendencia. Drummond tematiza principalmente en poemas famosos, el impasse existencial (Y ahora José?), Vejez (dentaduras dobles y Versos en la boca de la noche, por ejemplo), la duda filosófica y desilusión (la máquina en el mundo, etc.)

## La poesía lírica
Centrado en el discurso primera persona (la I lírico, que no debe confundirse con opoeta), su expresión está marcado por la subjetividad. Generalmente, pero no siempre, el contenido de la lírica son emociones del sujeto (el yo lírico) expresada en la forma musical (de ahí el nombre lírico que, en la antigüedad, lo que indica el acompañamiento musical de la lira).
La lírica tiende a ser breve como la canción sigue un ritmo y asociativa (conexión emocional de los sentidos e imágenes).

## La poesía social
Tematiza las cuestiones políticas y sociales. En Brasil, son grandes ejemplos, en el romanticismo, poesía y abolicionista Castro Alves, en el modernismo, los poemas de Carlos Drummond de Andrade, escrita en el apogeo de la Segunda Guerra Mundial y publicado en su libro The People rosa (1945).